# デイリースポーツ・クオリティ
デイリースポーツ・クオリティは、デイリースポーツのレース紙面等を制作する会社である。

## 沿革
デイリースポーツ社のレース報道部門を独立させる形の子会社として、2009年12月1日に設立された。初代代表取締役社長は小笹誠治。その後、2010年3月のデイリースポーツ社と神戸新聞社の合併に伴い、神戸新聞社の子会社となった。

## 主な業務
競馬、競輪、競艇などの取材と、デイリースポーツ紙のレース紙面および競馬新聞・馬三郎の製作。また、神戸新聞社が運営する競馬の携帯電話サイト「デイリー馬三郎」などに競馬関連の情報を提供し、運営にも携わっている。企画事業部門は、広告収集などの業務に従事している。